# Аркул де Триумф
Аркул де Триумф (на румънски: Arcul de Triumf) е триумфална арка, разположена в северната част на Букурещ - столицата на Румъния.
Открита е през декември 1936 г. Архитект на високата 27 метра арка е Петре Антонеску. Днес арката се използва за военни паради, които се провеждат под нея всяка година на 1 декември по случай националния празник на Румъния.